# Friedemann Lenk
Friedemann Lenk (* 5. Februar 1929 in Adorf, Vogtland; † 11. Januar 2021 in Leipzig) war ein deutscher Holzbildhauer. Nationale und internationale Bekanntheit erlangte er vor allem durch seine Techno-Skulpturen. Gemeinsam mit Hans Brockhage und Lüder Baier zählte er in der DDR zu den wichtigsten Künstlern auf dem Gebiet der Holzgestaltung.

## Leben und Werk

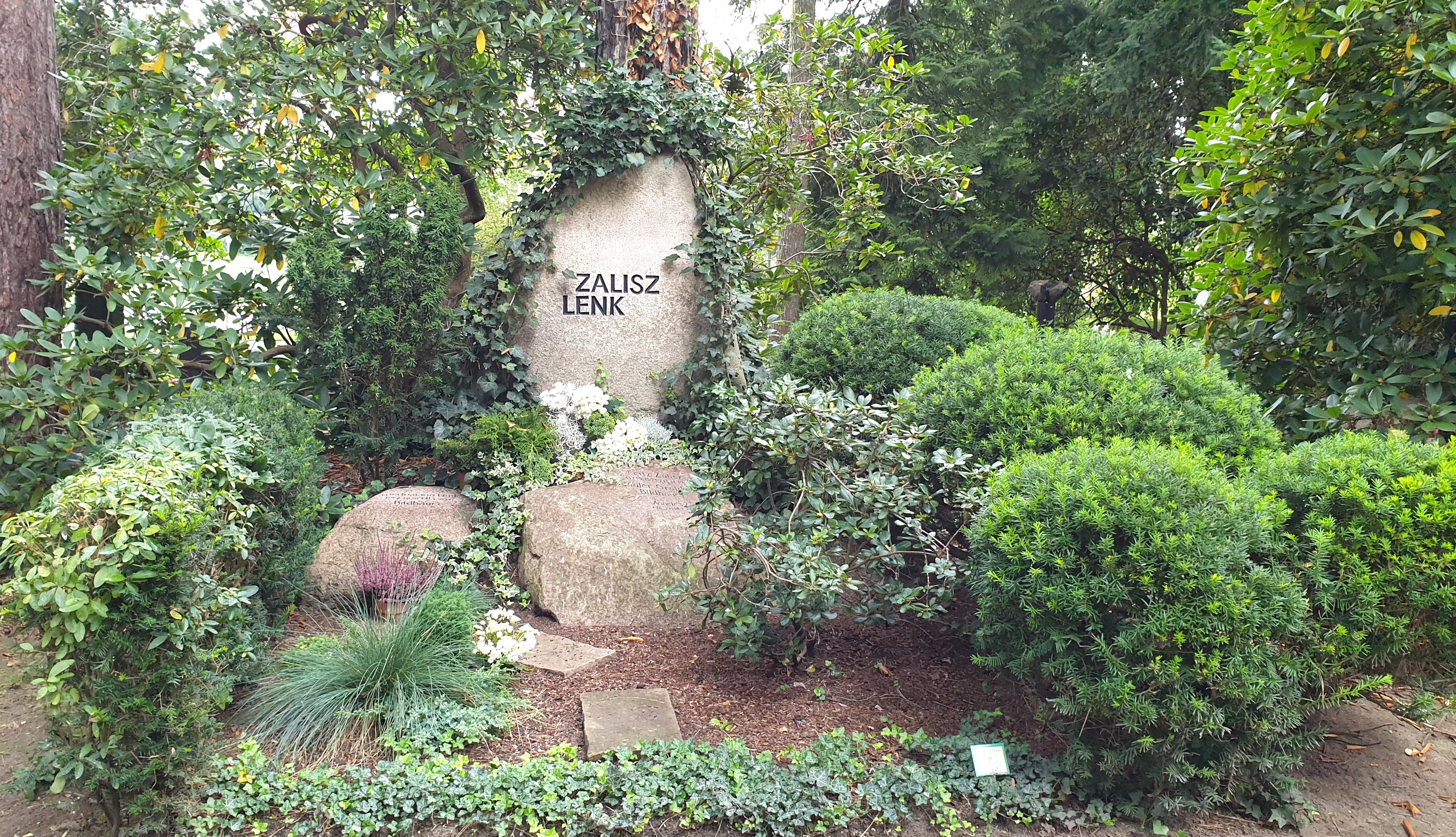
Grabstätte Fritz Zalisz und Friedemann Lenk

Friedemann Lenk erhielt als Jugendlicher in der Werkstatt seines Vaters, des Bildhauers Ernst Curt Lenk (1895–1993), von 1943 bis 1946 die Ausbildung zum Holzbildhauer. Später studierte er an der Hochschule für Bildende Künste Dresden. Dann wechselte er an die Karl-Marx-Universität Leipzig, um dort Kunstgeschichte zu studieren. 1961 gründete er in Leipzig ein eigenes Atelier und war seitdem als freischaffender Bildhauer tätig.
Sein künstlerisches Interesse galt zunehmend Formen, die technischen Prozessen entstammen. Das von ihm bevorzugte Material Holz verstand er dabei als „ein Material wie jedes andere, ein Mittel zum Zweck, nicht Wirkungsfaktor.“ Er benutzte den Werkstoff Holz, um daraus in bildhauerischer Arbeitsweise Skulpturen zu formen, deren Thematik fernab jeder Materialinspiration im Bereich des Abstrakt-Technischen lag: Technoskulpturen von monumentaler Beschaffenheit. Druck, Biegung, Knickung, Stauchung werden ästhetisch und sinnlich erlebbar gemacht. Vor allem durch seine Technoskulpturen, so bezeichnete Lenk seit 1975 seine Arbeiten, erlangte er national und international Anerkennung. Ab 1982 entstanden Scheibenplastiken (Möbius-Spirale, Spin 270), großformatige Holzarbeiten, deren Anregung Teilstücke industrieller Produkte waren. 1985 nahm Lenk am renommierten Internationalen Holzbildhauersymposium, Nagyatat teil. 1990 beendete er sein künstlerisches Schaffen. Er war bis dahin Mitglied des Verbands Bildender Künstler der DDR.
Lenks Grabstätte befindet sich auf dem Leipziger Südfriedhof.

## Selbstreflexion
Auf die Frage, was eine Techno-Skulptur sei, antwortete Lenk 1981: „Sie ist für uns, für die Kinder eines technischen Zeitalters gemacht. Sie bedient sich der Formensprache, die uns am geläufigsten ist. […] Ihre Ästhetik ist logisch. Man muss sie verstehen, um sie empfinden zu können. Sie besteht nicht aus gebogenem Holz, sondern wird aus einem großen Holzblock geschnitzt: Es wird nicht der technische Vorgang wiederholt, sondern das Typische daran wird dargestellt – durch das Auge des Künstlers gesehen, durch den Verstand gefiltert, durch seine Formensprache ausgedrückt und durch ein anderes Material verfremdet.“

## Öffentliche Sammlungen und Museen mit Werken Lenks  (mutmaßlich unvollständig)
- Berlin-Köpenick: Kunstgewerbemuseum
- Dresden: Kunstgewerbemuseum Dresden[8]
- Erfurt: Anger-Museum
- Leipzig: Grassimuseum für angewandte Kunst[9]

## Weiteres Werkbeispiel
- Formuntersuchung an Rohren (Fries, Teil einer Serie, Holz, 1976)[10]

## Ausstellungen (unvollständig)

### Einzelausstellungen
- 1974: Leipzig, Museum für Kunsthandwerk (mit Volkhard Precht)
- 1981: Magdeburg, Burggalerie, und Leipzig, Galerie Theaterpassagen („Technoskulpturen“)
- 1983: Leipzig, Galerie im Hörsaalbau der Karl-Marx-Universität („Profile – Leipziger Kunsthandwerker“; mit Astrid Dannegger, Ulrike und Thomas Oelzner, Ingrid Schultheiss, Horst Skorupa und Monika Winkler)

### Teilnahme an zentralen und wichtigen regionalen Ausstellungen in der DDR
- 1974 und 1978: Erfurt, Quadriennalen des Kunsthandwerkes der sozialistischen Länder
- 1974, 1979 und 1985: Leipzig, Bezirkskunstausstellungen
- 1977/1978, 1982/1983 und 1987/1988: Dresden, VIII. bis X. Kunstausstellung der DDR